# Václav Svojše
Václav Svojše (* 2. května 1944) je bývalý český hokejový útočník. Jeho bratr Kamil Svojše hrál také hokejovou ligu za Litvínov a TJ Gottwaldov.

## Hokejová kariéra
V československé lize hrál za CHZ Litvínov. Nastoupil v 17 ligových utkáních. V nižších soutěžích hrál za TJ Baník ČSA Karviná a TJ Nový Jičín.

## Klubové statistiky
| Sezona    | Klub                 | Soutěž  | Základní část | Základní část | Základní část | Základní část | Základní část |
| Sezona    | Klub                 | Soutěž  | Z             | G             | A             | B             | TM            |
| --------- | -------------------- | ------- | ------------- | ------------- | ------------- | ------------- | ------------- |
| 1962/1963 | CHZ Litvínov         | 1. liga | 17            | 0             | -             | -             | -             |
| 1972/1973 | TJ Baník ČSA Karviná | 2. liga | -             | -             | -             | -             | -             |
| 1977/1978 | TJ Nový Jičín        | 3. liga | -             | -             | -             | -             | -             |